# Lukáš Hodboď
Lukáš Hodboď (* 2. března 1996 Nymburk) je český atlet, běžec, specializující se na 800 m. Finalista mistrovství Evropy 2018 v běhu na 800 m. Bronzový medailista z Letní světové univerziády 2019. Závodí za TJ Sokol Hradec Králové.

## Kariéra
Začínal jako hokejista, ale od mladšího žactva se věnoval už jenom atletice. S atletikou začínal v rodném Nymburce, kde se ho ujal Petr Müller a Ladislav Veselý. Stal se žákovským mistrem ČR v běhu na 800 metrů, v dalších letech byl úspěšný zejména na kratších tratích. V roce 2011 překonal žákovský český rekord na 300m. Začal sbírat cenné zkušenosti na juniorských šampionátech. V roce 2014 se na Mistrovství světa juniorů probojoval do semifinále na trati 400m překážek a celkově obsadil osmnáctou příčku. Po maturitě přesídlil do Prahy, kde začal studovat Vysokou školu ekonomickou. Nejprve ho trénoval Dalibor Kupka. V roce 2016 přešel k Josefu Vedrovi a jeho hlavní disciplínou se stal opět běh na 800 metrů. V roce 2018 se kvalifikoval na Evropský šampionát v Berlíně. Do německé metropole odjížděl s 27. nejlepším časem mezi běžci na 800 metrů. Zde ale patřil k největšímu překvapení české výpravy , když se probojoval do finále na této trati, kde skončil osmý. V rozběhu si navíc vytvořil nový osobní rekord časem 1:46,50. 

### Výkonnostní vývoj
| Rok  | Výkon   | Místo     | Datum      |
| ---- | ------- | --------- | ---------- |
| 2016 | 1:52.87 | Turnov    | 24.4. 2016 |
| 2017 | 1:46.98 | Ostrava   | 27.6. 2017 |
| 2018 | 1:46.50 | Berlín    | 9.8. 2018  |
| 2019 | 1:46.86 | Bydgoszcz | 12.06.2019 |
| 2020 | 1:46.26 | Bydgoszcz | 19.08.2020 |
| 2021 | 1:45.74 | Chorzów   | 20.06.2021 |

## Rodina
Hodboďovým mladším bratrem byl úspěšný atlet Ondřej Hodboď, jenž spáchal 24. září 2020 ve věku devatenácti let sebevraždu.